# Mulching (tondeuse)

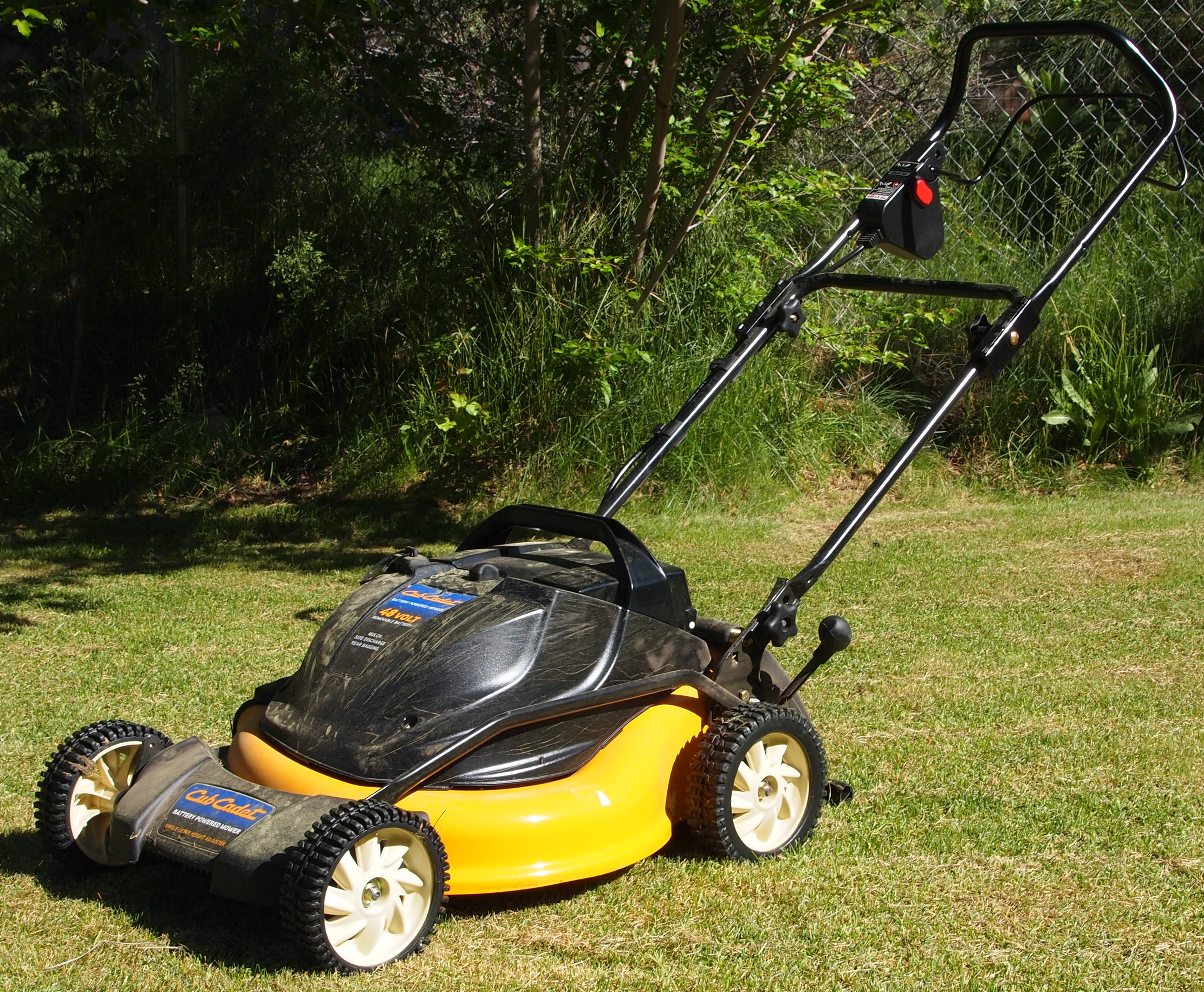
Tondeuse sans fil en mode mulching.

Le mulching est une technique de tonte sans ramassage de l’herbe. La tondeuse mulcheuse coupe la partie haute de l'herbe en petits fragments qui se redéposent uniformément sur la pelouse, pour former un mulch ou paillis. Cette tonte avec broyages multiples de l'herbe passe presque inaperçue, puisque l'herbe hachée s'insinue entre les brins de la pelouse, où elle finit par se décomposer. L'herbe broyée sert alors d'engrais naturel au gazon.

## Étymologie
Mulch signifie paillis. Mulching est donc un anglicisme qui signifie le paillage.

## Processus
Le profil de la lame de la tondeuse et la forme spéciale du carter (ou sa modification provisoire) produisent une dépression d’air à l’intérieur du plateau de coupe. La dépression permet à l'herbe d'entrer en contact plusieurs fois avec la lame une fois qu'elle vient d'être coupée. Ce faisant, l’herbe est finement hachée, et sa taille est réduite par dix pour devenir des paillettes et de fines particules,.

### Avantages

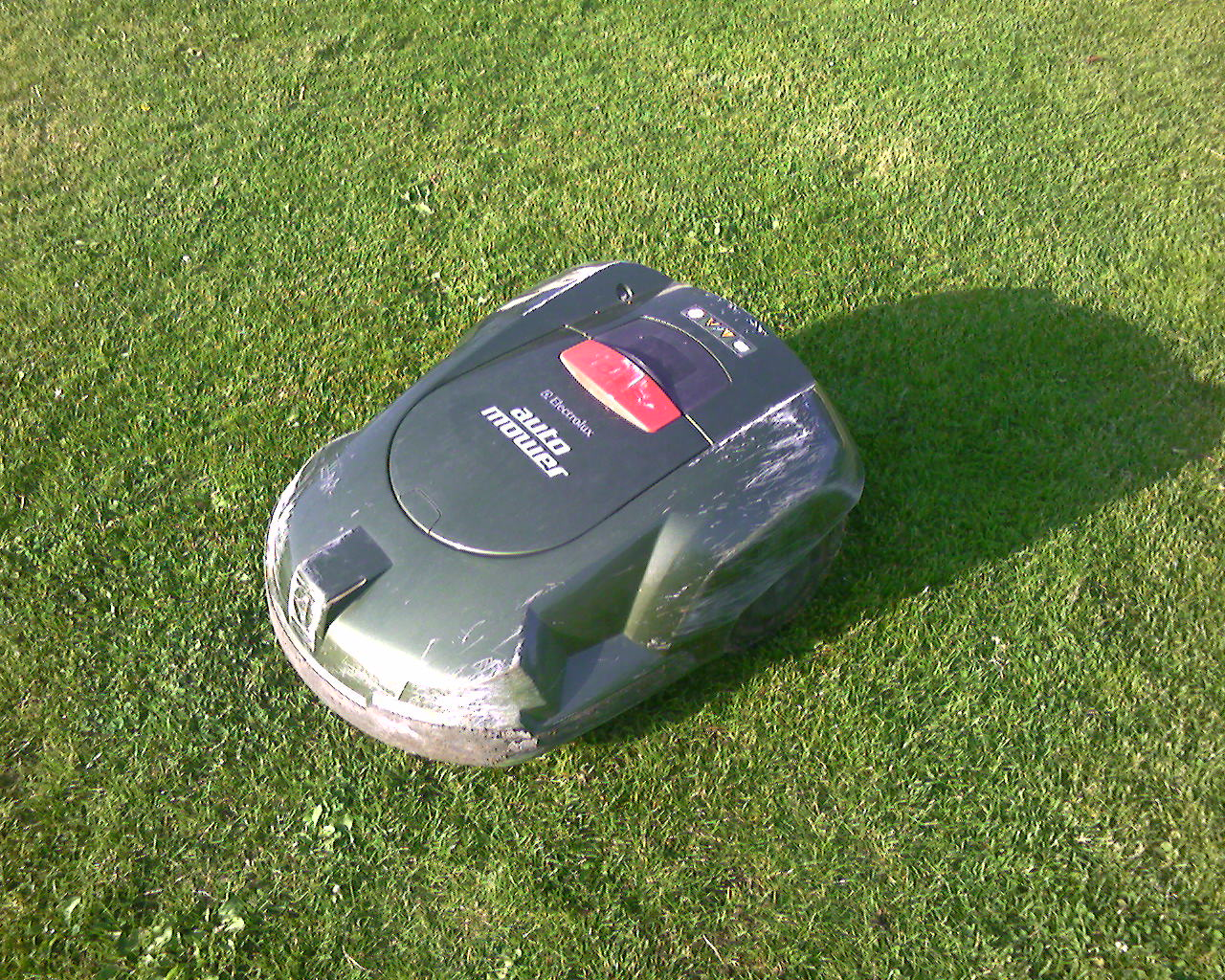
Robot tondeuse, travaillant exclusivement en mulching.

- Robot tondeuse, travaillant exclusivement en mulching.Le bac de ramassage de la tondeuse n'est plus à vider avec un mulching. Il n'y a pas de production de déchets verts[1]. La technique supprime le besoin de compostage à domicile ou les déplacements à la déchèterie.
- Le gazon n'a plus besoin de fertilisants, car l'herbe reste sur place. Le mulch est un engrais naturel. En enrichissant le sol, il libère l'azote qui renforce la densité du gazon et sa verdure[2].
- L'herbe hachée se comporte comme un paillis protecteur contre la sécheresse. Elle apporte aussi de l'humidité à la pelouse puisqu'elle contient 95% d'eau[3]. Les besoins d'arrosage sont réduits l'été. Le mulching évite ou retarde le jaunissement de la pelouse, surtout si l'herbe n'est pas tondue trop rase (coupe d'une hauteur supérieure à 40 mm).
- L'herbe coupée en particules, s'insère entre les brins du gazon sans laisser de fragments sur les chaussures.

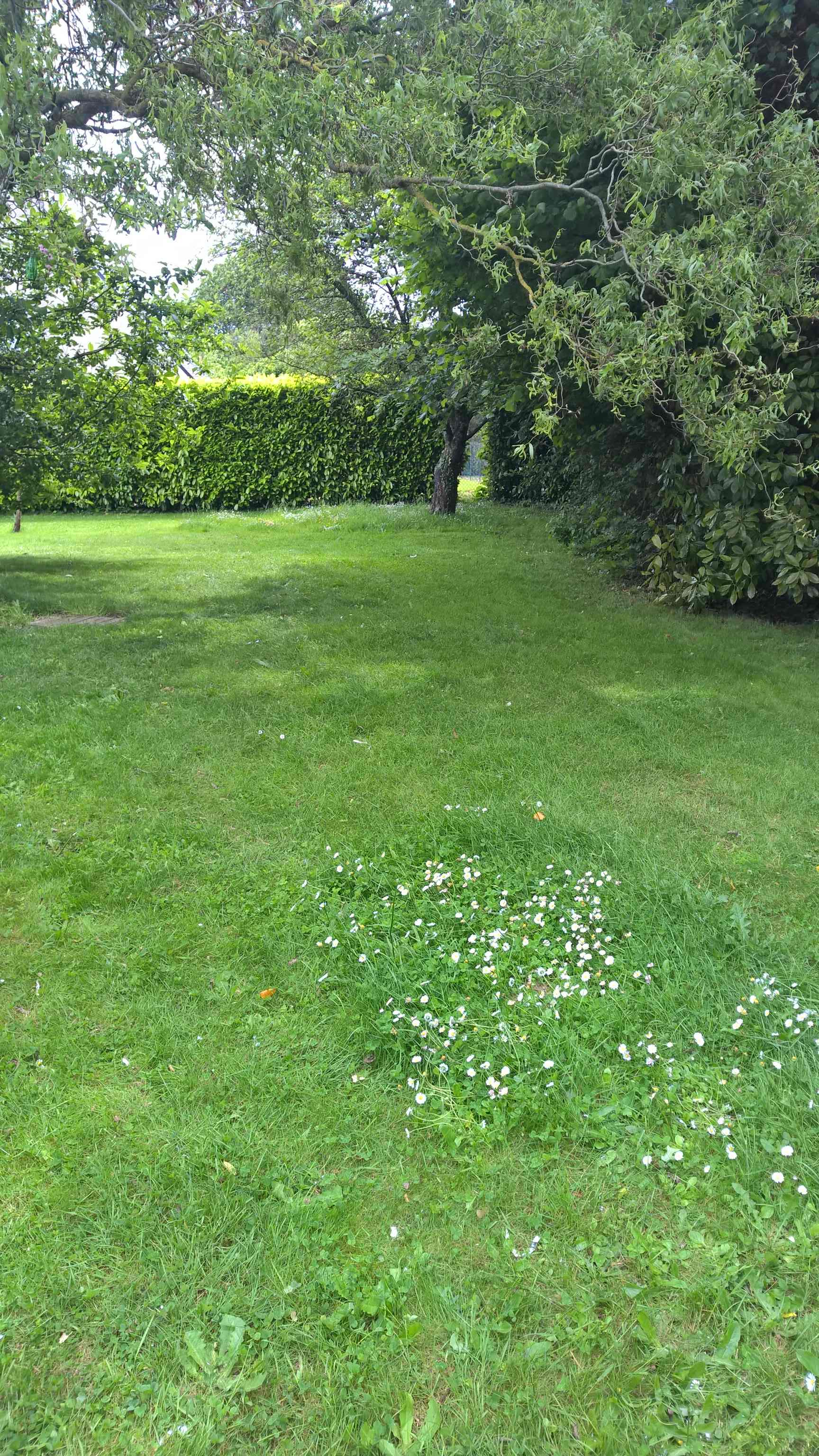
Pelouse pour partie mulchée et pour partie non coupée (marguerites). L'herbe finement broyée n'est plus visible après mulching.

- Pelouse pour partie mulchée et pour partie non coupée (marguerites). L'herbe finement broyée n'est plus visible après mulching.La technique réduit la formation de feutre sur la pelouse, car la vie du sol est favorisée et l'apport d'engrais chimique qui perturbe l'équilibre organique superficiel devient superflu[4].
- Sans bac de ramassage dont le poids ralentit la tonte au fur et à mesure d'une tonte classique , le mulching est plus rapide et plus aisé.
- Les robots tondeuses ou les tondeuses autonomes, fonctionnent nécessairement en mulching, car ils ne disposent pas de bac de ramassage intégré[5].

### Utilisation supplémentaire
À l'automne, le mulching est aussi utilisé pour broyer les feuilles tombées sur le sol en même temps que l'herbe à tondre. Les fragments de feuilles très fins glissent également entre les touffes d'herbe. Ils vont nourrir la pelouse et les racines des arbres et des arbustes qui s'étendent sous la pelouse.

### Inconvénients
- Le mulching n'est pas recommandé lorsque l'herbe est haute ; il faut alors procéder à une tonte classique avec le bac de ramassage. Le mulching pourra être repris à la tonte suivante, lorsque les fragments produits sont plus petits.
- Comme le mulch fertilise le sol, le gazon pousse plus vite. La fréquence des tontes en est accrue, jusqu'à deux à trois fois par semaine au printemps[4]. Cela se traduit par un entretien plus régulier.
- Le mulching ne représente pas d'économie de temps sur les heures de tonte, en dépit de l'élimination du besoin de ramassage et du traitement des déchets verts, du fait du nombre de passages accru[6].
- La tonte en mode mulching et seulement dans ce mode peut produire plus de mal que de bien, car une très grande quantité de matériaux biodégradables reviennent au sol ; ces matériaux peuvent finir par produire du feutre, qui aura du mal à se décomposer, étouffera l'herbe et l'empêchera de respirer. Le feutre devient une porte d'entrée pour les mousses et les mauvaises herbes qui s'empressent d'occuper les espaces béants[4]. D'où la nécessité de suivre cette pratique avec attention et d'alterner si besoin est le mulching avec des phases de ramassage de l'herbe et de compostage.
- La tonte traditionnelle est plus souple pour les délais entre passages de la tondeuse et pour la hauteur de travail[6]. Le mulching est optimal lorsque le gazon est de 70 mm, avec une hauteur de coupe de 15 mm (soit une herbe coupée à 85 mm)
- Le mulching ne doit pas être pratiqué sur de l'herbe humide, car il génère des paquets d'herbes et du bourrage. Il sera évité le matin après la rosée ou s'il a plu la veille.
- Il doit être réalisé avec rigueur (voire chapitre 'Précautions'), faute de quoi la qualité de la pelouse en pâtit.
- L'herbe ne va plus enrichir le compost du jardin, sauf avec un prélèvement volontaire d'une partie de la tonte, par exemple au printemps lorsque les tontes sont rapprochées.
- Le mulching peut disséminer davantage les mauvaises graines du jardin, puisque les adventices ne sont plus ramassées. Dès lors, la tonte classique doit être privilégiée si les mauvaises herbes de la pelouse sont montées en graines.
- La pelouse doit être dégagée des débris végétaux ou pierres qui pourraient endommager la lame à ces hauteurs de tonte[7].
- La tonte ne doit pas être trop courte (les 70 mm évoqués précédemment). Pour se décomposer le mulch a besoin d'oxygène et surtout d'humidité, ce qui devient difficile s'il n'est plus protégé par un tapis d'herbe. Une tonte haute prive également les adventices d'espace pour se développer[8].
- Le mulch peut entraîner une hausse de la population d’escargots et de limaces, particulièrement si le temps est humide[9], d'où la nécessité d'être vigilant à proximité d'un espace potager.
- La tonte nécessite l'entretien du carter de coupe après chaque utilisation, car l'herbe finement hachée va coller au carter. Elle y forme une pellicule, qui durcit en séchant. Sans nettoyage, celle-ci va rapidement entraver le travail de coupe.

### Précautions
- La technique est plus efficace lorsque la pelouse est sèche.
- Si l'herbe est trop haute, il faut tondre par étapes, donc régulièrement et éliminer seulement le tiers supérieur de l'herbe à chaque coupe.
- Il convient de tondre à une vitesse modérée.
- Pratiquer la tonte mulching deux fois par semaine au printemps et une fois par semaine en été et à l'automne
- Varier si possible la direction des passages d'une tonte à la suivante. La coupe est plus efficace et la dispersion des fines particules est plus homogène.

## Modèles
Des modèles de tondeuses au carter spécifique, les autoportées à coupe frontale ou encore les robots de tonte sont spécialisés dans ce type de tonte. Ils sont très répandus dans les pays nordiques.

## Mulching ou ramassage?

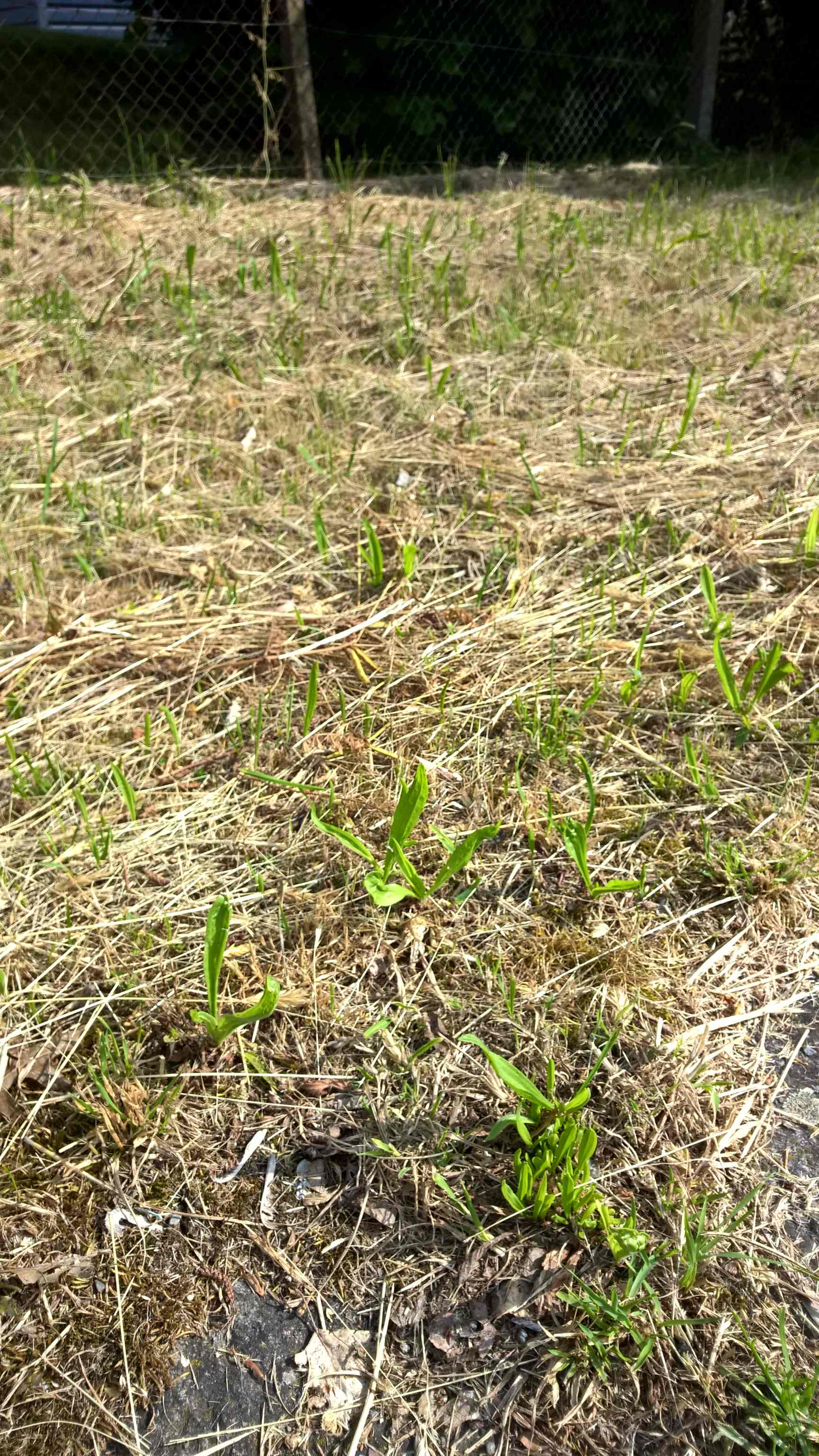
Tonte d'une pelouse sans ramassage - Asphyxie des graminées - Seules les adventices repoussent.

Avec une tonte pratiquée sur une herbe devenue trop haute, l'absence de ramassage va provoquer le feutrage de la pelouse. L'herbe laissée en trop longs morceaux étouffe le gazon, empêche l'eau et les nutriments de pénétrer dans la terre et de la nourrir. En fermentant, les longs morceaux d'herbe favorisent l'apparition de champignons, de lichens et de maladies cryptogamiques qui entraînent le jaunissement et le dépérissement rapide de la pelouse. À ce stade, l'usage du bac de ramassage reste indispensable.

### Important
De même lorsque la quantité d’herbe broyée est trop importante, l'herbe ne parvient plus à s’incruster dans le gazon. Elle reste en surface, pourrit vite selon le procédé présenté précédemment.
Lorsque la pelouse contient des mauvaises herbes à grosses feuilles et à croissance rapide, celles-ci prennent très vite le dessus sur le reste de la végétation qui a été coupée. Il s'ensuit un cercle vicieux et destructeur : plus de grosses feuilles, plus de déchets de tontes, plus de pourriture et encore moins de gazon, et ainsi de suite jusqu’à la quasi-disparition de la pelouse d’origine.
Pour ne pas entrer dans ce cercle catastrophique, le mulching doit rester fréquent et intervalles réguliers. Ne pas attendre que la pelouse atteigne 20 ou 30 cm. Sinon il faut tondre en mode classique avec ramassage du panier pour ne reprendre que lorsque le mulching devient compatible avec la hauteur d'herbes.
Quand le mulching est pratiqué, il convient de ne couper qu’un tiers (ou moins) de la hauteur du gazon. Par exemple pour obtenir un gazon de 8 cm de haut, il ne faut pas tondre un gazon supérieur à 12 cm. En respectant ces critères, les tontes seront régulières, en moyenne une fois par semaine.

## Alternance mulching et ramassage
Le tout mulching peut produire plus de mal que de bien, en raison de la quantité importante de déchets générés ; la solution semble être un système adaptable où le ramassage et le mulching sont alternés.
Cette pratique alternée est possible pour les machines avec kit mulching (remplacement du bac de ramassage par un obturateur d'éjection) ou à configuration variable.
Il est possible de combiner les bénéfices des deux. Mulcher en été lorsque l’herbe pousse peu, pour gagner des trajets à la déchèterie ou au compost. Ramasser l’herbe lorsqu’elle est haute, humide ou qu’elle pousse beaucoup trop pour un mulching efficace, lors de la pousse de printemps.

### Feutrage
Au fur et à mesure des tontes de pelouse avec une tondeuse mulcheuse, les herbes redéposées vont tout de même finir par créer un feutrage – le feutre est une sorte de tapis végétal entre les pieds de gazon qui va agir comme filtre et empêcher les racines du gazon de pénétrer dans le sol pour aller y chercher l’eau et les nutriments nécessaires à sa survie. 
Le mulching ne fait donc que ralentir la formation du feutre végétal que forme inévitablement l’herbe tondue. L’herbe non mulchée et non ramassée forme immédiatement ce feutre tandis que l’herbe mulchée le produit plus loin dans le temps et après plusieurs tontes. 

### Scarification
Pour détruire ce feutrage qui empêche le gazon de se nourrir, le recours au scarificateur ou émousseur au moins deux fois par an est nécessaire. Le passage du scarificateur entaille le tapis de feutre pour que l'eau de pluie puisse mieux s'infiltrer, l'herbe respire davantage et profite de la nourriture que constitue le mulch.

## Dispositif
Le mulching est assuré par une lame spéciale et un obturateur d'éjection du carter. Ces équipements sont soit intégrés à la tondeuse équipée à l'origine d'un mulching variable mais le plus souvent fournis en kit à adapter sur la tondeuse.

### Lame spéciale
La lame spéciale de mulching est équipée d'ailettes spécifiques et de doubles tranchants. Les ailettes créent un tourbillon ascendant d'air qui maintient l'herbe coupée en suspension dans le carter. Les lames la broient finement jusqu'à ce que les particules retombent au sol.

### Obturateur du carter
L'obturateur d'éjection est un volet qui se place sur le carter de tonte et vient masquer la sortie de l'herbe pour l'empêcher de sortir après un passage de lame et au contraire l'obliger à rester dans le carter tout le temps nécessaire au fin hachage.

### Mulching variable
Pour les tondeuses équipées à l'origine d'un mulching variable, la manœuvre d'un levier sur la tondeuse réduit plus ou moins l'éjection de l'herbe par le carter et la maintient en suspension plus longtemps dans le carter afin d'être broyée plus finement.

### Obturateur d'éjection et limites
Un large nombre de tondeuses dites mulcheuses, en réalité, n’en sont pas. Elles disposent simplement d'un système qui empêche l’évacuation de l’herbe en l'obligeant à sortir par le bas une fois coupée, ce qui ne garantit pas toujours la finesse du broyage.

### Tondeuse classique sans bac
En tondant le gazon sans le bac, et à condition de le faire très régulièrement, il est possible d'obtenir un résultat avec une tondeuse classique assez proche à celui de la tondeuse mulcheuse. 